# Huansu H6
Der Huansu H6 ist ein Automobil der chinesischen Marke Huansu. Hersteller ist Beiqi Yinxiang Automobile.

## Produktionszeitraum
Im Januar 2015 wurde berichtet, dass das Fahrzeug inoffiziell vorgestellt worden war. Im Oktober 2016 hieß es dann, dass es in dem Monat auf den chinesischen Markt käme. Im Dezember 2016 wurde bestätigt, dass die Markteinführung stattgefunden hat.
Die letzte gespeicherte Version der Internetseite des Herstellers für das Modell stammt vom April 2018. Daher ist davon auszugehen, dass die Produktion eingestellt wurde.

## Beschreibung
Die Fahrzeuge sind als Kleinbus und Kastenwagen erhältlich und bieten Platz für zwei bis neun Personen. Der Radstand beträgt 3080 mm. Die Fahrzeuge sind 4925 mm lang, 1834 mm breit und je nach Ausführung 1980 mm oder 2115 mm hoch. Das Leergewicht ist mit 1665 kg angegeben.
Zwei verschiedene Vierzylinder-Ottomotoren mit Vierventiltechnik treiben die Fahrzeuge an. Der kleinere leistet 83 kW aus 1498 cm³ Hubraum. Der größere hat 1794 cm³ Hubraum und 103 kW Leistung. Das Getriebe hat fünf Gänge. Eine Quelle nennt Hinterradantrieb. Eine andere Quelle gibt dagegen an, dass die Fahrzeuge Frontantrieb haben.

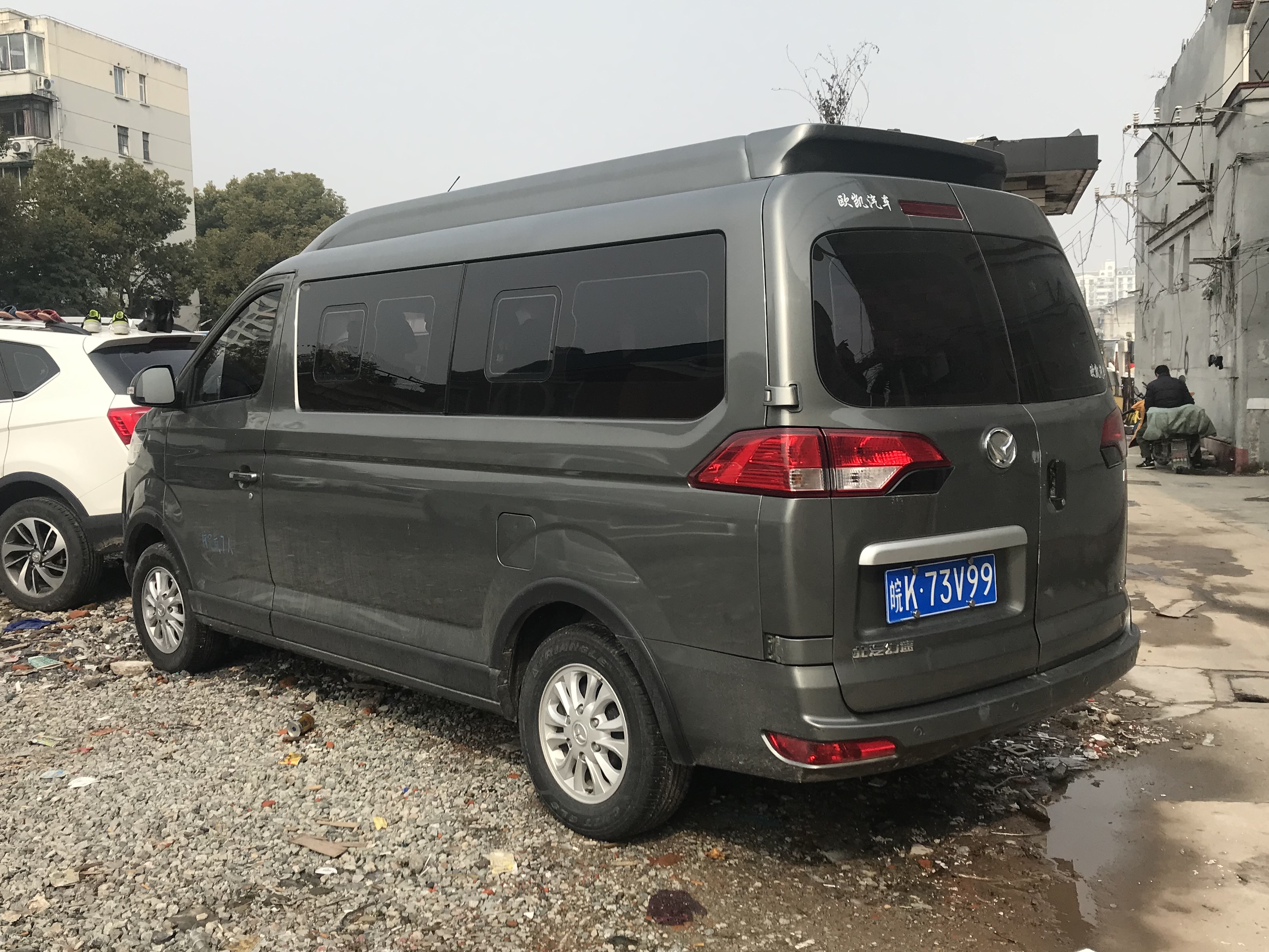
Heckansicht